# Муми-тролль и комета: Путь домой
«Муми-тролль и комета. Путь домой» — советский кукольный мультфильм 1978 года, снятый режиссёром Ниной Шориной по мотивам сказки Туве Янссон «Муми-тролль и комета». Последний из трёх мультфильмов популярной серии мультфильмов «Муми-тролли».

## Сюжет
О том как Муми-тролль, Снифф и Снусмумрик пытались вернуться домой, так как до падения кометы на Землю осталось всего несколько дней.

## Съёмочная группа
- Режиссёр — Нина Шорина
- Сценарист — Людмила Петрушевская (под псевдонимом «А. Алтаев»)
- Художник-постановщик — Людмила Танасенко
- Мультипликаторы: А. Дегтярёв, Алла Гришко, Владимир Кадухин
- Оператор — Леонард Кольвинковский
- Композитор — Алексей Рыбников
- Звукооператор — Нелли Кудрина
- Директор — В. Фомин
- Редактор — Валерия Коновалова

## Роли озвучивали
- Зиновий Гердт — читает текст / Муми-тролль / Муми-папа / Снусмумрик / Хемуль / Ондатр
- Ольга Гобзева — Снифф